# ماثيو كروفورد
ماثيو كروفورد (بالإنجليزية: Matthew Crawford)‏ هو كاتب وفيلسوف وبروفيسور أمريكي، ولد في 1965.